# 非洲草原象
非洲草原象又名普通非洲象，體型較大，毛色為灰色，後臀與前肩同高，象牙極長，並向上彎曲。
非洲象是象科的一个属，于1825年由乔治·居维叶男爵命名。成年非洲雄象高于3.5米，最高更可达4.1米。体重约为4至5吨，最重记录有7.3吨。它们的长牙最高记录有102.7公斤重。非洲象的化石仅在非洲有发现。
其种加词“africana”意为“非洲的”。
牠們一個亞種非洲沙漠象分布於納米比亞一帶。

## 分類
- 非洲象指名亞種 Loxodonta africana africana
- 非洲象北非亞種 Loxodonta africana pharaohensis：已滅絕

也有人主張非洲象可再分多一個亞種：南非象(Loxodonta africana oxyotis)。

## 保育狀況
牠們被列為《瀕危野生動植物種國際貿易公約》附錄二的物種，被限制出口及貿易。